# Aeropuerto de Salejard
El Aeropuerto de Salejard (en ruso: Аэропорт Салехард; ICAO: USDD; IATA: SLY), es un aeropuerto de clase B que se encuentra 7 km al norte de Salejard, en Yamalia-Nenetsia, un distrito autónomo del óblast de Tiumen, Rusia.
El espacio aéreo está controlado desde el FIR de Salejard (ICAO: USDD).
Los servicios aeroportuarios los presta la compañía Aeropuerto Salejard (del ruso: Аэропорт Салехард).

## Pista
El aeropuerto de Salejard dispone de una pista de hormigón en dirección 04/22 de 2.720x46 m. (8.917x151 pies).
El pavimento es del tipo 31/R/B/X/T, que permite un peso máximo al despegue de 191 toneladas.
Es adecuado para ser utilizado por los siguientes tipos de aeronaves : Antonov An-12, Antonov An-24, Antonov An-26, Antonov An-30, Antonov An-32, Antonov An-72, Antonov An-74, Ilyushin Il-18, Ilyushin Il-76, Tupolev Tu-134, Tupolev Tu-154, Yakovlev Yak-40, Yakovlev Yak-42 y Boeing 737, y clases menores, así como todo tipo de helicópteros.

## Aerolíneas y destinos
| Nombre compañía   | Destinos |
| ----------------- | --- |
| Ural Airlines     | Ekaterimburgo-Koltsovo |
| UTair Aviation    | Novi Urengói, Noyabrsk, Tyumen-Róshino |
| Yamal Airlines(*) | Ekaterimburgo-Koltsovo, Janti-Mansisk, Krasnoselkip, Moscú-Sheremétievo, Nadym, Novi Urengói, Noyabrsk, Omsk-Tsentralny, St. Petersburgo-Púlkovo, Tarko-Salé, Tyumen-Róshino, Ufá |

(*) La compañía Yamal Airlines tiene su sede en este aeropuerto.

## Aeropuerto de emergencia ETOPS
Salejard es utilizado como aeropuerto de emergencia para aviones bimotores como los Airbus A300, Airbus A310, Airbus A330, Boeing 737, Boeing 757, Boeing 767, Boeing 777, Gulfstream V G500/G550 o Gulfstream IV G350/G450 cuando realizan rutas polares. Los aeropuertos rusos de Chulman-Nériungri, Pevek-Apapélguino, Norilsk-Alykel, Polyarny, Yakutsk, Mirni, Bratsk, Blagovéshchensk-Ignatievo, Irkutsk, Játanga y Tiksi forman parte de los aeropuertos de emergencia para cumplir con los requisitos ETOPS.